# Álvaro Manzano
Álvaro Manzano (n. Ambato, 1955 - 19 de febrero de 2022) fue un director de orquesta sinfónica y ópera ecuatoriano.

## Biografía
Inició sus estudios musicales en su ciudad natal, Ambato. En 1975, marchó a Moscú, donde en 1979 obtuvo su título de Director Coral en la Escuela Tchaikovsky. En 1985, se graduó cum laude en el Conservatorio Estatal de Moscú P. I. Chaikovski, en la clase del director Guennadi Rozhdéstvenski.
Desde 1985 hasta 2001 y durante 2006, fue director Titular de la Orquesta Sinfónica Nacional del Ecuador. Desde 2001 al 2004 y de 2007 a 2009, fue director Musical y Titular de la Orquesta Sinfónica Nacional de República Dominicana. Dirigió orquestas sinfónicas en Argentina, Bolivia, Brasil,  Chile, Colombia, Costa Rica, Cuba, El Salvador, Estados Unidos, Estonia, Guatemala, Honduras, Islandia, México, Paraguay, Perú, Rusia y Venezuela. Fue director Musical y Artístico del Teatro Nacional Sucre de Quito y pedagogo en importantes conservatorios de Ecuador y República Dominicana.
Como director de la OSNE ostentaría el cargo por 25 años y sería director de importantes obras tanto de compositores locales como Luis Humberto Salgado, Gerardo Guevara, Cristian Orozco, Eduardo Florencia, así como de compositores internacionales. Estrenaría de esta manera: “La Novena Sinfonía de Beethoven”, “La Consagración de la Primavera” de Stravinsky, “Carmina Burana” de Carl Orff, el Poema Sinfónico para marimba y orquesta "Raíces" de Cristian Orozco y la Obertura-Sinfonía "Raymi" también de Cristian Orozco, entre otras.
En opinión del director de la Orquesta Sinfónica de Guayaquil Dante Anzolini, Manzano es el director de orquesta más importante que ha tenido el país. Se caracterizó siempre por su atención a los detalles, claridad y profundidad.
Como compositor, tiene varias obras de cámara y sinfónicas.
Falleció el 19 de febrero de 2022

## Premios
- Honorary Citizen, Louisville, Kentucky, Estados Unidos, 1987.
- Joven Sobresaliente del Mundo, Helsinki, Finlandia, 1991.
- Orden de Río Branco, Presidencia de Brasil, 1994.
- Premio Nacional Eugenio Espejo, en la categoría Creaciones, Realizaciones o Actividades en favor de la Cultura y las Artes, conferido por el Presidente del Ecuador, septiembre de 2020.[6]